# Panesthia wallacei
Panesthia wallacei es una especie de cucaracha del género Panesthia, familia Blaberidae.

## Distribución
Esta especie se encuentra en Malasia, Indonesia (islas Mentawai) e isla de Borneo.